# Museo Panini Maserati

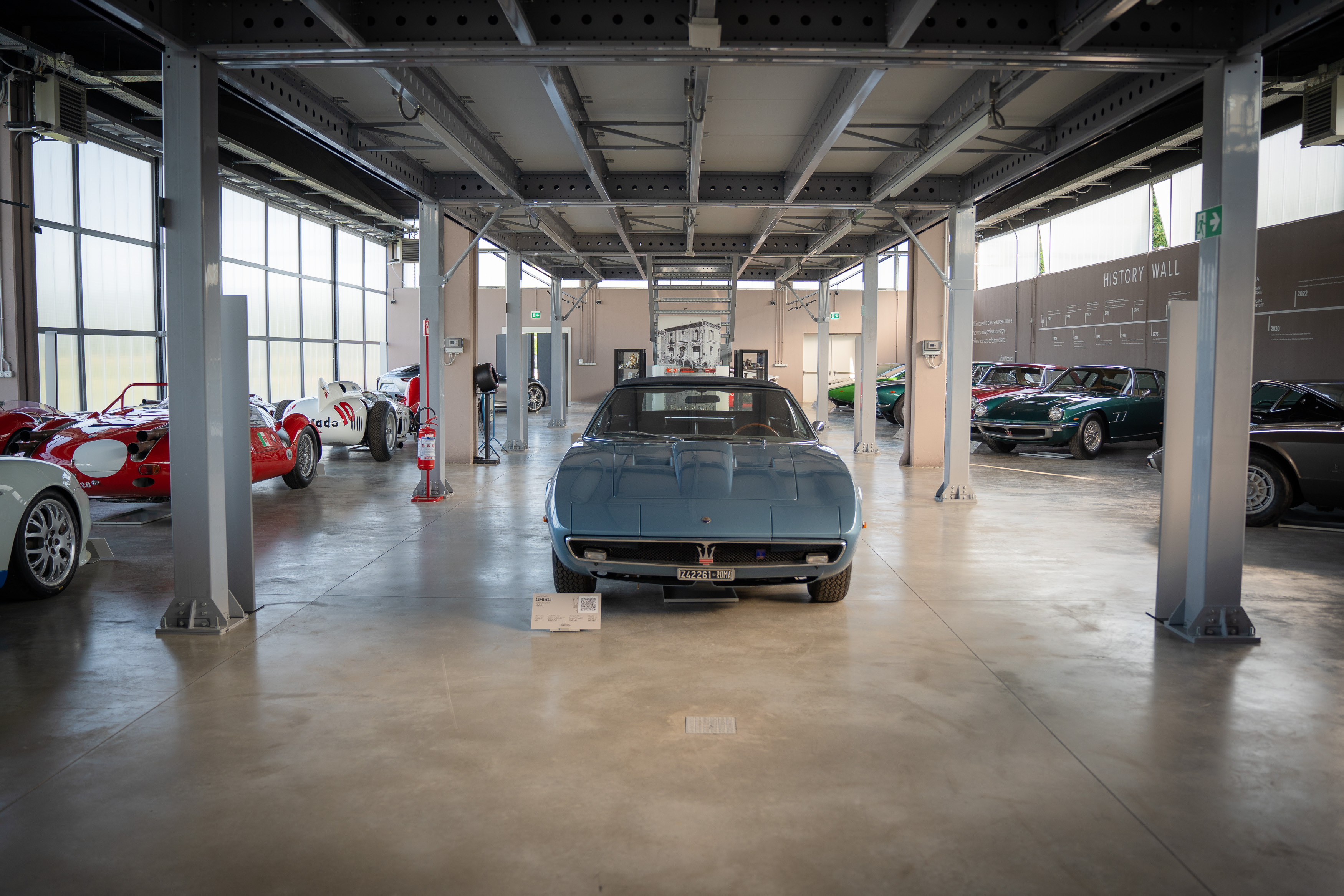
Vista degli interni del padiglione espositivo

La Collezione Maserati Umberto Panini, nota anche come Museo Panini Maserati, è un museo automobilistico privato situato a Modena, Italia.

## Storia
La Collezione ebbe origine nei primi anni '90, quando l'imprenditore Umberto Panini, già noto per la sua azienda agricola "Hombre" dedicata alla produzione di Parmigiano Reggiano biologico, decise di dare forma alla sua profonda passione per la meccanica. Il suo intento era creare un "piccolo museo" personale che raccogliesse senza distinzione automobili, motociclette, trattori e memorabilia. Espressione della sua visione eclettica e del suo amore per la meccanica.
Un momento cruciale nella storia della collezione fu il salvataggio, avvenuto nell'estate del 1996, di 14 vetture storiche Maserati che rischiavano di essere disperse a seguito del cambio di proprietà della casa madre e che facevano parte del suo museo ufficiale interno alla fabbrica. Questo gesto assicurò la conservazione di un patrimonio automobilistico di inestimabile valore.
Dal 7 giugno 2025, la Collezione Maserati Umberto Panini ha la sua nuova e definitiva sede espositiva. Questa nuova fase segna una focalizzazione esclusiva sul marchio del Tridente, consolidando il museo come un punto di riferimento storico e culturale per Maserati.

## La collezione
Il nucleo originario della collezione nel 1996, era costituito da 14 vetture. Nel corso del tempo, anche grazie all'attivazione di un profondo rapporto di collaborazione e cooperazione con la casa madre, la Collezione si è notevolmente ampliata, arrivando a contare, agli inizi del 2025, 26 veicoli tra produzioni dirette e indirette, figlie delle esperienze e delle differenti proprietà di Maserati nel corso della sua storia.

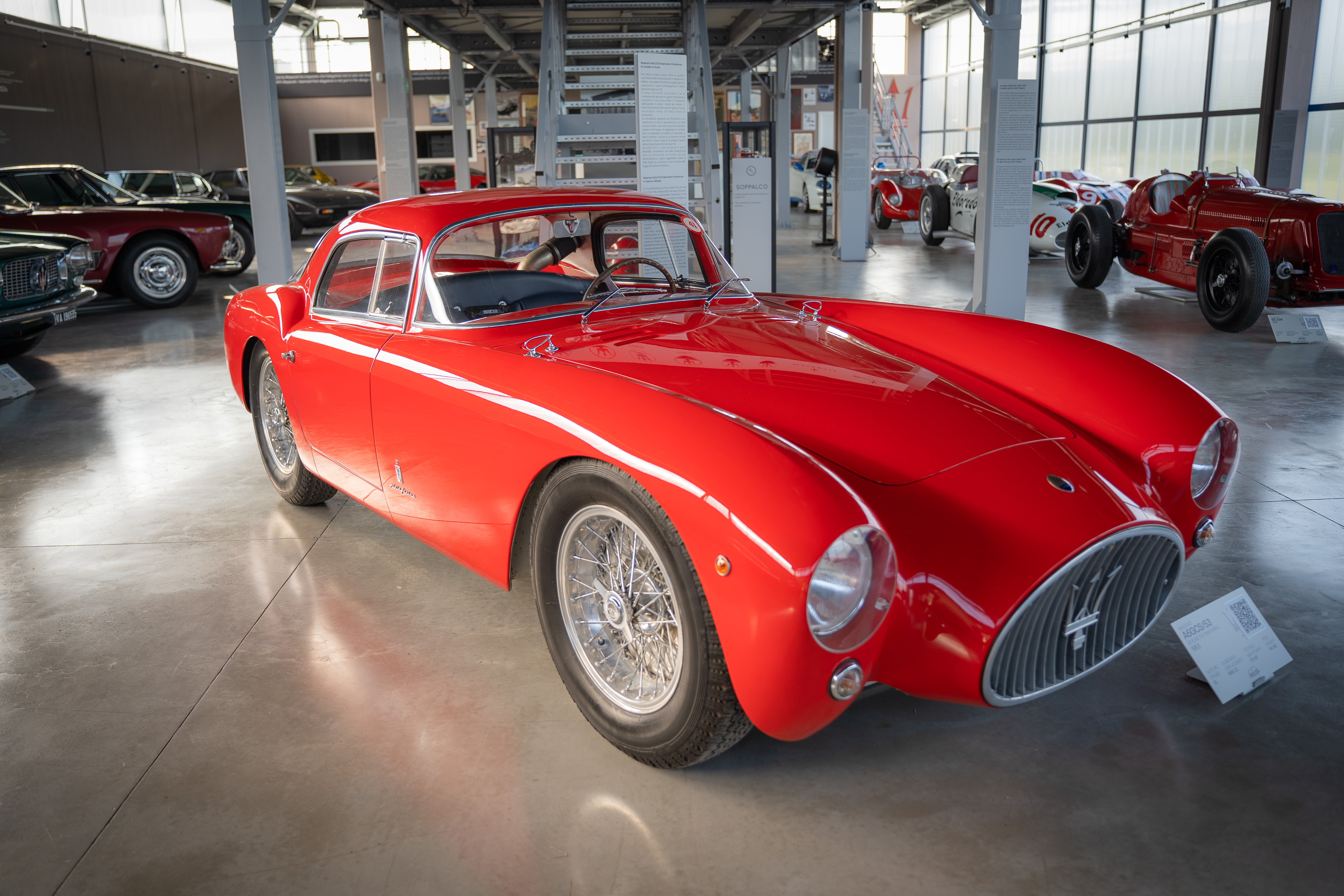
La Maserati A6GCS/53 Berlinetta Pininfarina

Tra le vetture più significative e degne di nota in esposizione, figurano:
- Una 6C/34 monoposto corsa, costruita a Bologna.
- Una A6GCS/53 Berlinetta Pininfarina.
- Una 250F, icona delle corse automobilistiche.
- La 420M/58 "Eldorado", monoposto realizzata per la partecipazione alla 500 Miglia di Monza del 1958.
- Modelli stradali di prestigio come la 3500 GT e la 5000 GT.
- Esemplari più recenti che testimoniano l'evoluzione del marchio, come la Alfieri Concept e l'ultimissima MC20.

L'esposizione mira a far conoscere, scoprire e divulgare il mondo della produzione Maserati attraverso i decenni, offrendo un percorso che spazia dalle vetture da corsa alle gran turismo, dalle concept car ai modelli più contemporanei.

## La sede
La nuova sede della Collezione Maserati Umberto Panini, si trova in Via dell'Aeroporto, 140 a Modena. La struttura è stata ricavata dalla riqualificazione di un vecchio hangar dismesso appartenente al piccolo Aeroclub di Modena, un esempio di recupero industriale per scopi culturali. Questo edificio è stato interamente dedicato a ospitare l'intera collezione per esplorare la storia e le produzioni nell'arco di oltre 100 anni di attività. Il museo inoltre è stato concepito per poter ospitare eventi e mostre tematiche, permettendo una rotazione e una presentazione dinamica delle vetture e della storia del mondo del Tridente.

## Missione e obbiettivi della collezione
La filosofia alla base dell'attuale museo è quella di far conoscere, scoprire e divulgare il mondo della produzione Maserati nel corso dei decenni. Come ogni museo di auto storiche, il suo scopo primario è l'esposizione e la conoscenza del patrimonio automobilistico, contribuendo alla sua conservazione e valorizzazione.
Un aspetto distintivo e rilevante nel panorama dei musei automobilistici della Motor Valley è il ruolo della Collezione Maserati Umberto Panini come unico riferimento storico e museale interamente dedicato a Maserati. Questa specificità la rende un punto focale per gli appassionati e gli studiosi del marchio del Tridente.